# Яник, Бритт
Бритт Яник (англ. Britt Janyk, род. 21 мая 1980 года, Ванкувер) — канадская горнолыжница, участница Олимпийских игр 2010 года, победительница этапа Кубка мира. Специализировалась в скоростных дисциплинах. Сестра горнолыжника Майкла Яника.
В Кубке мира Яник дебютировала в 1999 году, в декабре 2007 года одержала свою первою, и пока последнюю победу на этапе Кубка мира в скоростном спуске. Кроме победы имеет 1 попадание в тройку лучших на этапах Кубка мира, так же в скоростном спуске. Лучшим достижением Яник в общем зачёте Кубка мира является 12-е место в сезоне 2007/08.
На Олимпиаде-2010 в Ванкувере показала следующие результаты: скоростной спуск — 6-е место, супергигант — 17-е место, гигантский слалом — 25-е место.
За свою карьеру участвовала в пяти чемпионатах мира, но медалей на них не завоёвывала, лучший результат 4-е место в супергиганте на чемпионате-2007.
Завершила карьеру в 2011 году.
Использовала лыжи и ботинки производства фирмы Voelkl.

## Зимние Олимпийские игры
| Олимпийские игры | Скоростной спуск | Супергигант | Гигантский слалом | Слалом | Комбинация |
| ---------------- | ---------------- | ----------- | ----------------- | ------ | ---------- |
| 2010 Ванкувер    | 6                | 17          | 25                | —      | —          |